# インディアノーラ (ミシシッピ州)
インディアノーラ（英: Indianola）は、アメリカ合衆国ミシシッピ州の北西部、サンフラワー郡の都市であり、同郡の郡庁所在地である。ミシシッピ・デルタの中にある。2010年国勢調査でのインディアノーラの人口は10,683 人だった。2000年国勢調査時点より1,383人、11.5%の減少であり、2014年推計でも減り続けている。

## 歴史
インディアノーラの町は当初の1882年「インディアン・バイユー」と名付けられていた。町がある川岸の地には以前にチョクトー族インディアンの集落があったからだった。1882年から1886年、町名が「インディアン・バイユー」から「ユーレカ」に、さらに「ベレンゲイト」に、最後は「インディアノーラ」に変更された。これは「オーラ」という名のインディアンの姫にちなんだものだとされている。町のある場所は川沿いで製材業があったので、人口が増えて行った。
1891年、ミニー・コックスがインディアノーラの郵便局長に指名され、アメリカ合衆国でも初の黒人女性局長となった。コックスの等級は1900年に4級から3級に昇格され、丸4年の任期で指名された。その郵便局長という役職は、約3,000の後援者がおり、年俸1,100ドルと当時としては高い俸給であり、インディアノーラでは最大級に尊敬され、魅力的な公職だった。コックスの権威ある地位に対して不満を抱く白人が増え始め、1902年、インディアノーラの白人住民数名が、コックスの辞任を要請する請願書を書いた。「グリーンウッド・コモンウェルス」紙の編集者で白人至上主義者のジェイムズ・K・バーダマンが、インディアノーラの住民に対して「ニグロの田舎娘を郵便局長として認めている」ことについて非難する演説を始めた。人種間の緊張関係が高まり、身の危険を感じ取ったコックスが辞表を提出し、それは1903年1月1日付となった。この事件が全国の関心を呼び、セオドア・ルーズベルト大統領はコックスが不当な扱いを受けている、連邦政府の当局は妥協点を探していると考えて、その辞表受付を拒んだ。「ルーズベルトは決議を行う。コックスを中傷する者達が、彼女の肌の色以外に解任する理由を出せるのでなければ、彼女はインディアノーラの郵便局長に留まる」。
ルーズベルトは1903年1月2日にインディアノーラの郵便局を閉鎖し、郵便はグリーンビルに回送させた。コックスはその給与を受け取り続けた。同月、アメリカ合衆国上院がインディアノーラの郵便局事件について4時間の議論を行い、コックスは身の安全のためにインディアノーラを離れ、戻って来ることはなかった。1904年2月、その郵便局が再開されたが、その等級は3級から4級に落とされた。
20世紀の前半から中盤、この地域から多くのブルースのミュージシャンが出た。たとえばB・B・キングは1940年代にインディアノーラの綿糸産業で働いていたが、その後にプロのミュージシャンとして活動を始めた。
アメリカ合衆国最高裁判所が「ブラウン対教育委員会事件」で、全員一致により公共教育の人種差別は違憲であると裁定したときから2か月経った1954年7月、地元プランテーションのマネジャー、ロバート・B・パターソンが、インディアノーラの自宅で心を同じくする個人の集まりを開き、白人市民委員会を結成した。その団体の目標は、ミシシッピ州で人種統合を実行するいかなる動きにも抵抗することだった。
インディアノーラ歴史地区は2009年にアメリカ合衆国国家歴史登録財に指定された。

## 地理
インディアノーラはアメリカ国道82号線と同49号線西が交差する所にある。
アメリカ合衆国国勢調査局に拠れば、市域全面積は8.7平方マイル(23 km2)であり、このうち陸地8.6平方マイル (22 km2)、水域は0.1平方マイル (0.26 km2)で水域率は1.03%である。この水域には市の全長とさらにそれ以上に流れるインディアン・バイユーが含まれている。
インディアノーラはグリーンウッドから30マイル (48 km) にある。
インディアノーラの地形は平坦であり、インディアン・バイユーのような水路に沿って僅かに標高の差があり、メインストリートのアメリカ国道49号線の東はインディアンのマウンドがある。

## 人口動態
以下は2000年の国勢調査による人口統計データである。
| 基礎データ - 人口: 12,066 人 - 世帯数: 3,899 世帯 - 家族数: 2,982 家族 - 人口密度: 540.5人/km2（1,400.3 人/mi2） - 住居数: 4,118 軒 - 住居密度: 184.5軒/km2（477.9 軒/mi2） 人種別人口構成（ ）内は2010年のデータ - 白人: 25.73% (18.7%) - アフリカン・アメリカン: 73.38% (79.4%) - ネイティブ・アメリカン: 0.01% (0.2%) - アジア人: 0.46% (0.5%) - その他の人種: 0.16% (0.7%) - 混血: 0.27% (0.4%) - ヒスパニック・ラテン系: 0.71% (1.6%) | 年齢別人口構成 - 18歳未満: 32.9% - 18-24歳: 11.5% - 25-44歳: 26.5% - 45-64歳: 18.4% - 65歳以上: 10.6% - 年齢の中央値: 30歳 - 性比（女性100人あたり男性の人口） - 総人口: 83.0 - 18歳以上: 75.3 世帯と家族（対世帯数） - 18歳未満の子供がいる: 39.8% - 結婚・同居している夫婦: 40.8% - 未婚・離婚・死別女性が世帯主: 31.1% - 非家族世帯: 23.5% - 単身世帯: 20.8% - 65歳以上の老人1人暮らし: 9.7% - 平均構成人数 - 世帯: 3.05人 - 家族: 3.5人 | 収入と家計 - 収入の中央値 - 世帯: 26,308米ドル - 家族: 31,186米ドル - 性別 - 男性: 27,310米ドル - 女性: 17,622米ドル - 人口1人あたり収入: 12,082米ドル - 貧困線以下 - 対人口: 27.4% - 対家族数: 22.5% - 18歳未満: 35.8% - 65歳以上: 21.5% |

## 経済
インディアノーラはアメリカ国道49号線西と同82号線の交差点にあるので、2004年時点でミシシッピ・デルタの中では最後の経済的に成長しうる小さな町の1つとなっている。1980年代と1990年代、市政府は大手小売業者を説得して、2つの国道の交差点近くに物流センターを建てさせた。この開発が地元経済に現金をもたらし、やや熟練した職業が必要となるに至った。
2011年8月、ナマズの食品加工会社デルタ・プライドがインディアノーラにあった工場を閉鎖した。

## 文化

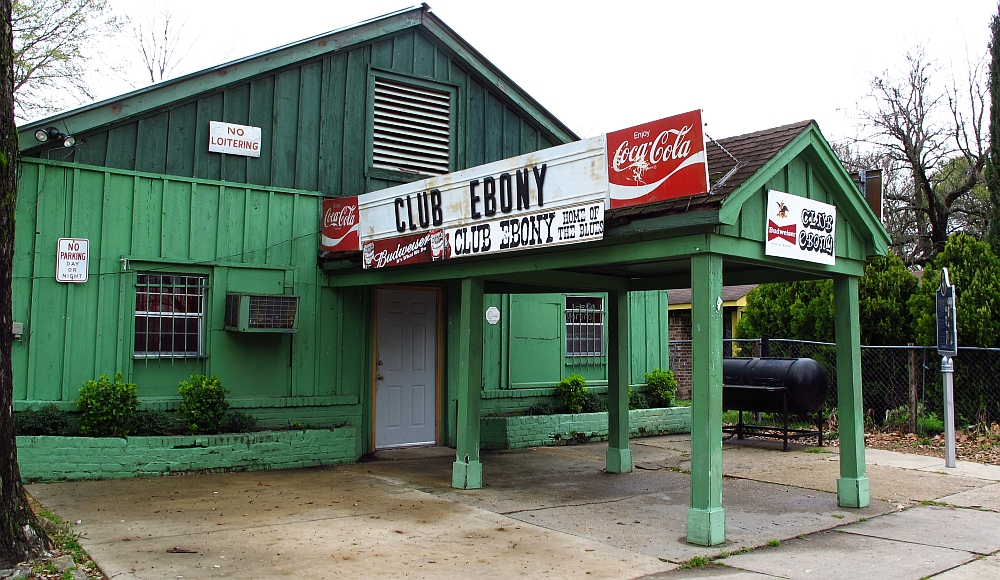
クラブ・エボニーa

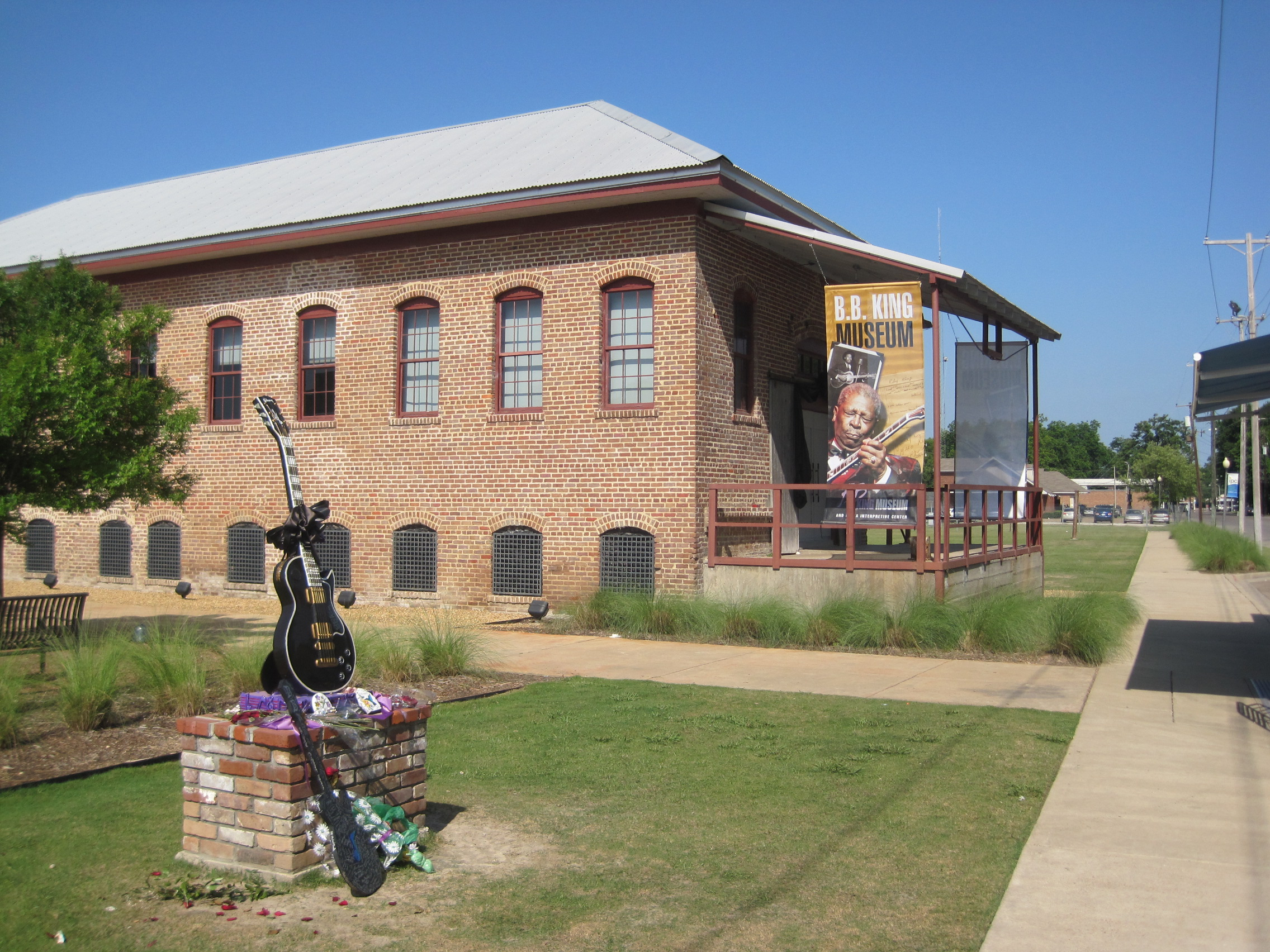
B・B・キング博物館とデルタ解説センター

『人々に決めさせろ: ミシシッピ州サンフラワー郡における黒人の自由と白人の抵抗運動、1945年-1986年』の著者であるJ・トッド・モイが、「インディアノーラの生活は、中心街を蛇行する美しく緩慢なインディアン・バイユーというはっきりした特徴で確立されたペースで今も動いている。」と言った。

### ブルース
インディアノーラはブルース・ミュージシャンのアルバート・キングの生誕地である。リトル・アーサー・ダンカンも1934年にインディアノーラで生まれた。ヘンリー・スローンはインディアノーラで生活し、チャーリー・パットンは市の近くで死んだ。
B.B.キングは子供時代にインディアノーラで育った。キングの名前を冠した祭に毎年のように来ていた。1970年にリリースしたアルバムには『インディアノーラ・ミシシッピ・シーズ』と表題を付けていた。B.B.キング博物館とデルタ解説センターは2008年9月に開館し、キングとブルースに捧げられた。工費は1,400万ドルだった。多くの通りがキングとその音楽にちなんで名付けられている。例えば、B.B.キング道路、ルシール通り（キングのギターにちなむ）、デルタ・ブルース通りなどである。

## 教育
サンフラワー郡統合教育学区がインディアノーラに本部を置き、市内の公立学校を運営している。住民はロッカード小学校（幼稚園から2年生）、カーバー小学校（3年生から6年生）、ロバート・L・メリット・ジュニア高校（7年生から9年生）、ジェントリー高校（10年生から12年生）に子弟を通わせている。教育学区は他に10年生から12年生を教える学校2校を運営している。インディアノーラ職業訓練センターとインディアノーラ・アカデミック・アチーブメント・アカデミーである。以前はインディアノーラ教育学区に属していた。
私立学校であり、以前は人種差別学校だったインディアノーラ・アカデミーが市内にある。2012年時点で市内の白人ティーンエージャーの大半は、公立高校に行く代わりにインディアノーラ・アカデミーに進学する。雑誌「アトランティック」のサラ・カーは、インディアノーラや他の町に何故私立学校が今でも存在するか、2つの理由があると説明している。1つは、公立学校の指導力がまずくて成績を落としているのに対し、公立学校が失敗しているゆえに私立学校が繁栄しているというものである。もう1つは、白人指導者が、私立学校が設立された後に公立学校の資源に不満を覚え、それが公立学校の失敗に繋がっているというものである。他にもレストレーション・ミニストリーズ・クリスチャン・アカデミーという私立学校がある。

### 教育の歴史
教育学区が統合される以前、サンフラワー郡教育学区がインディアノーラのサンフラワー郡庁舎にその本部を置いていた。この教育学区の教育用建物はインディアノーラのアメリカ国道49号線西沿いにある。
1996年時点でインディアノーラ教育学区の生徒の90%は黒人だった。公立学校に通学する白人生徒の大半は、ジュニア高校に進学までに私立学校に送られた。

## 政府機関

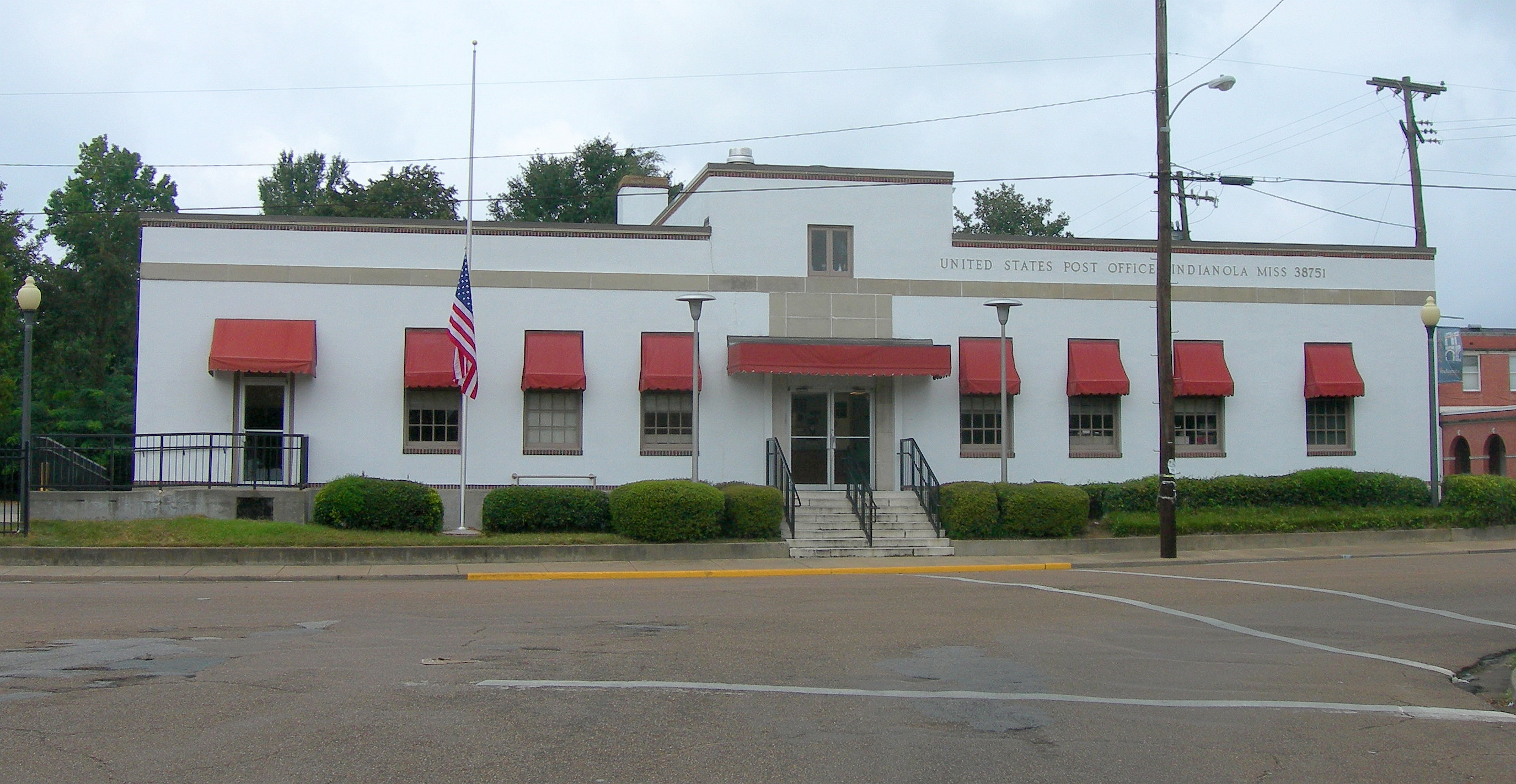
インディアノーラ郵便局

ミシシッピ州矯正省がインディアノーラの郡庁舎別館にある保護観察保釈事務所を運営している。
アメリカ合衆国郵便公社がインディアノーラ郵便局を運営している。

## 交通
インディアノーラ市民空港はインディアノーラ市に近いサンフラワー郡の未編入領域にある。市が運営している。

## 著名な出身者
- アルバート・キング、ブルース・ミュージシャン
- B・B・キング、ブルース・ミュージシャン
- サム・レイシー、NBAバスケットボール選手、カンザスシティ・キングス他

## メディア
新聞「エンタープライズ・トクシン」がインディアノーラに事務所を置いている。
地元ラジオ局 WNLA-AM は以前にエドワード・O・フリッツが所有し、運営していた。フリッツは後に全米放送事業者協会の会長を長年務めた。

## メディアの中で
- インディアノーラは、作家スティーブ・ヤーブローの小説『カリフォルニアの終わり』などの作品で、架空の町ミシシッピ州ローリングのモデルになっている。
- ジーン・ハックマンが主演した1996年の映画『チェンバー/凍った絆』の一部はインディアノーラの中心街で撮影された。この映画は作家ジョン・グリシャムが1994年に出版した小説『処刑室』の翻案だった。
- 1932年から1934年、人類学者ホーテンス・パウダーメイカーがインディアノーラのアフリカ系アメリカ人社会で人類学の研究を行い、それが著書『解放の後: ディープサウスでの文化研究』の元となり、その中で「異邦人と友人。人類学者の方法」と書かれている。
- ジョン・ダラードがインディアノーラで5か月間を過ごして研究を行い、それが1937年出版の『カーストと南部の町の階級』に書かれた。階級という要素が如何に南部の田舎で人種の関係に影響するかを検討した[25]。この著書でインディアノーラの名前が出ていないが、「南部の町」と表現されているのは、ダラードがインディアノーラで集めたデータに基づいている。
- インディアノーラにあるジェントリー高校の美術学生が、2003年6月7日に、高校の駐車場で世界最大の漫画を描き、「ギネスブック」に掲載された。その巨大なラッキー・カウはスクールバス35台を覆うほど大きく、幅135フィート (42 m)、長さ47.8フィート (14.5 m) あった[26]。
- 作家スティーヴン・キングが1996年に出版した小説『グリーンマイル』では、インディアノーラが医療試験と様々なプロットの基礎に使われた。

## 気候
インディアノーラ市の地域は暑く湿気た夏と、概して温和または冷涼な冬が特徴である。ケッペンの気候区分によれば温暖湿潤気候、略号では "Cfa" に分類される。